# Resolución 136 del Consejo de Seguridad de las Naciones Unidas
La resolución 136 del Consejo de Seguridad de las Naciones Unidas fue aprobada por unanimidad el 31 de mayo de 1960, tras haber examinado la petición de membresía por parte de la República Togolesa para poder ser miembro de las Naciones Unidas. En esta resolución, el Consejo recomendó a la Asamblea General la aceptación de Togo como miembro.